# We Are the People
«We Are the People» —en español: «Somos el pueblo»— es una canción del dúo australiano de música electrónica Empire of the Sun. Fue lanzado como segundo sencillo de su álbum debut, Walking on a Dream en Australia el 20 de septiembre de 2008, y debutó en el número ochenta y cinco en la lista ARIA Singles Chart antes de alcanzar su posición más alta en el número veinticuatro el 12 de enero de 2009. Mientras en el Reino Unido logró ubicarse en el número 14. La canción ha sido utilizada en publicidades para el medio de comunicación australiano Special Broadcasting Service, los televisores Vizio y para Channel V. Desde octubre de 2010, la canción apareció en el comercial de televisión de Vodafone en Alemania. La canción también formó parte de la banda sonora de las películas The Roommate y Hall Pass estrenadas en 2011. En esta última suena en la escena cuando Rick (Owen Wilson), Fred (Jason Sudeikis) y Coakley (Richard Jenkins) se encuentran con la niñera de los niños de Rick.

## Video musical
El video musical de la canción, dirigido por Josh Logue, fue rodado en México, y fue inspirado por el Día de Muertos. Los lugares elegidos para su filmación fueron los jardines surrealistas de sir Edward James en Las Pozas de Xilitla en San Luis Potosí, así como en Mina y García (Nuevo León).

## Listas de canciones
Australia – Sencillo en CD
1. «We Are the People» – 4:34
2. «We Are the People» (Sam La More Remix) – 7:32
3. "Walking on a Dream" (Neon Neon Mix) – 3:50
4. "Walking on a Dream" (Danger Racing Remix) – 4:37

 Australia – iTunes EP
1. «We Are the People» – 4:32
2. «We Are the People» (Sam La More Remix) – 7:31
3. «We Are the People» (Shazam Remix) – 5:44
4. "Walking on a Dream" (Danger Racing Remix) – 4:37
5. "Walking on a Dream" (Neon Neon Mix) – 3:49

 Australia – iTunes remix EP
1. «We Are the People» (Shapeshifters Club Remix) – 8:17
2. «We Are the People» (The Golden Filter Remix) – 7:12
3. «We Are the People» (Style of Eye Remix) – 8:08
4. «We Are the People» (Canyons Ancient Gods Mix) – 8:23
5. «We Are the People» (Burns Remix) – 6:51

 Reino Unido – iTunes EP #1
1. «We Are the People» – 4:32
2. «We Are the People» (Burns Remix) – 6:52
3. «We Are the People» (The Golden Filter Remix - UK Edit) – 6:57
4. «We Are the People» (We Are the Cagedbaby Mix - UK Edit) – 6:56
5. «We Are the People» (Crazy P Remix - UK Edit) – 6:49

 Reino Unido – iTunes EP #2
1. «We Are the People» – 4:32
2. «We Are the People» (Wawa Remix) [UK Edit] – 6:55
3. «We Are the People» (The Shapeshifters Vocal Remix) [UK Edit] – 6:47
4. «We Are the People» (Sam La More Remix) [UK Edit] – 6:47
5. «We Are the People» (Shazam Remix) – 5:44
6. «We Are the People» (Style of Eye Remix) [UK Edit] – 6:58

 Reino Unido – Sencillo en 7" (Edición limitada)
A. "We Are the People" – 4:34
B. "Romance to Me" – 3:25
 Alemania – Sencillo en CD
1. «We Are the People» (Radio Edit) – 4:34
2. «We Are the People» (Instrumental) – 4:34

 Alemania – iTunes EP
1. «We Are the People» – 4:32
2. «We Are the People» (Sam La More Remix) – 7:31
3. «We Are the People» (Burns Remix) – 6:51
4. «We Are the People» (The Golden Filter Remix) – 7:12
5. «We Are the People» (Shazam Remix) – 5:44

## Posicionamiento en listas y certificaciones
| Listas (2009–11)                      | Mejor posición |
| ------------------------------------- | -------------- |
| Alemania (Offizielle Deutsche Charts) | 1              |
| Australia (ARIA)                      | 24             |
| Austria (Ö3 Austria Top 40)           | 2              |
| Bélgica (Flandes) (Ultratop 50)       | 20             |
| Bélgica (Valonia) (Ultratop 50)       | 16             |
| República Checa (Rádio Top 100)       | 57             |
| Dinamarca (Tracklisten)               | 33             |
| Eslovaquia (Rádio Top 100)            | 51             |
| European Hot 100 Singles              | 15             |
| Finlandia (OFC)                       | 20             |
| Irlanda (IRMA)                        | 23             |
| Israel (Media Forest)                 | 5              |
| Italia (FIMI)                         | 19             |
| Noruega (VG-lista)                    | 12             |
| Reino Unido (UK Singles Chart)        | 14             |
| Suecia (Sverigetopplistan)            | 40             |
| Suiza (Schweizer Hitparade)           | 20             |

| País      | Organismo certificador | Certificación    | Ref.   |
| --------- | ---------------------- | ---------------- | ------ |
| Alemania  | BVMI                   | Disco de Platino | [ 26 ] |
| Australia | ARIA                   | Disco de Oro     | [ 27 ] |
| Austria   | IFPI Austria           | Disco de Oro     | [ 28 ] |
| Suiza     | IFPI Suiza             | Disco de Oro     | [ 29 ] |

### Sucesión en listas
| Anterior: «Over the Rainbow» de Israel "IZ" Kamakawiwoʻole | Media Control Charts — Sencillo Nro 1 10 de diciembre de 2010 — 17 de diciembre de 2010 | Siguiente: «Over the Rainbow de Israel "IZ" Kamakawiwoʻole |

## Historial de lanzamientos
| País        | Fecha                    | Discográfica         | Formato          |
| ----------- | ------------------------ | -------------------- | ---------------- |
| Australia   | 20 de septiembre de 2008 | Capitol Records, EMI | Sencillo digital |
| Australia   | 20 de febrero de 2009    | Capitol Records, EMI | Digital EP       |
| Australia   | 21 de febrero de 2009    | Capitol Records, EMI | CD sencillo      |
| Australia   | 1 de mayo de 2009        | Capitol Records, EMI | Digital remix EP |
| Alemania    | 8 de mayo de 2009        | EMI                  | Digital EP       |
| Reino Unido | 24 de mayo de 2009       | Virgin Records       | Digital EP       |
| Reino Unido | 31 de mayo de 2009       | Virgin Records       | Digital EP       |
| Reino Unido | 1 de junio de 2009       | Virgin Records       | 7" single        |
| Alemania    | 26 de noviembre de 2010  | EMI                  | CD single        |